# 마르코 슈투름
마르코 요한 슈투름(독일어: Marco Johann Sturm, 1978년 9월 8일 ~ )은 독일의 아이스하키 선수, 지도자로 포지션은 레프트윙이다. 현역 시절에 내셔널 하키 리그(NHL)와 도이체 아이스하키 리가(DEL)에서 활동했으며, 현재 로스앤젤레스 킹스의 코치를 맡고 있다.
1995년부터 1997년까지 아이스하키 분데스리가의 팀인 EV 란츠후트에서 활동하며 프로 선수 경력을 시작했다. 1996년 NHL 드래프트에서 전체 21위로 산호세 샤크스의 지명을 받은 그는 1997-98 시즌을 시작으로 NHL 경력을 시작했다. 샤크스에서 8년 반 동안 뛴 후, 2005년 11월 샤크스의 드래프트 1위인 조 손턴의 영입을 위해 보스턴 브루인스로 트레이드 되었다. 2010-11 시즌까지 보스턴에서 활동한 그는 로스앤젤레스 킹스와 워싱턴 캐피털스에서 선수 생활을 보냈다. 2011년 7월 FA 자격으로 밴쿠버 커넉스에 입단했으나 시즌 시작 후 한 달도 되지 않아 플로리다 팬서스로 이적했다. 2011-12 시즌 종료 후 NHL 경력을 마치고 고국 독일로 돌아가 DEL의 쾰너 하이에에서 한 시즌을 뛰고 은퇴했다.
1999년에 NHL 올스타로 선정되었으며, 매 시즌마다 20골씩 골을 넣는 모습을 보였다. 그는 2021년에 레온 드라이자이틀이 갱신할 때까지 독일 NHL 선수 최다 득점자 자리를 지켰다. 국제 대회에서는 독일 아이스하키 국가대표팀의 일원으로 활약했으며, 올림픽 3회, 세계 아이스하키 선수권 대회 4회, 아이스하키 월드컵 1회 참가했다.